# Stan Haldane
Stan Haldane was een Brits bassist.
Zijn naam wordt voor het eerst genoemd als bassist van The John Barry Seven, een groep rond de later zeer beroemde componist John Barry (onder andere James Bondmuziek). In die hoedanigheid speelde hij onder meer een concert met The Gamblers waarin een jonge Matthew Fisher, later Procol Harum. The John Barry Seven ging in 1964 over in The Alan Bown Set. Hij bleef daar spelen tot het eind in 1972. Nadat die band opgeheven is ging Haldane werken bij Polydor, maar verliet de muziekwereld. Laatst bekende feit is dat hij een sportschoenenzaak runde.
In 2010 komt Haldane even aan de oppervlakte bij een reactie op de zangkunsten van Jess Roden, voormalig zanger bij Alan Bown.